# Reiner Moser
Reiner Moser (* 1962) ist ein deutscher Verwaltungsjurist und politischer Beamter. Er ist seit 2022 als Ministerialdirektor der Amtschef im Ministerium des Inneren, für Digitalisierung und Kommunen Baden-Württemberg.

## Leben
Moser studierte nach dem Abitur Rechtswissenschaften und legte das juristische Referendariat ab. Danach trat er 1993 zunächst in den Dienst des Ministeriums für Finanzen Baden-Württemberg. Nach einer Tätigkeit von 2003 bis 2006 im Staatsministerium Baden-Württemberg kehrte er 2006 als Leiter der Haushaltsabteilung in das Finanzministerium zurück. Dort übernahm er 2018 die Leitung der Abteilung Beteiligungen und Recht, zuletzt im Amt eines Ministerialdirigenten.
Am 1. Juni 2022 wurde er unter Minister Thomas Strobl (CDU) zum Amtschef und Ministerialdirektor im Ministerium des Inneren, für Digitalisierung und Kommunen Baden-Württemberg ernannt. Er folgte auf Amtschef und Staatssekretär Julian Würtenberger, welcher zuvor am 31. Mai 2022 in den Ruhestand eingetreten war.